# Hubbard (Iowa)
Hubbard és una població dels Estats Units a l'estat d'Iowa. Segons el cens del 2000 tenia 885 habitants.

## Demografia
Segons el cens del 2000, Hubbard tenia 885 habitants, 374 habitatges, i 253 famílies. La densitat de població era de 185,7 habitants/km².
Dels 374 habitatges en un 25,7% hi vivien nens de menys de 18 anys, en un 60,2% hi vivien parelles casades, en un 4,8% dones solteres, i en un 32,1% no eren unitats familiars. En el 29,7% dels habitatges hi vivien persones soles el 20,6% de les quals corresponia a persones de 65 anys o més que vivien soles. El nombre mitjà de persones vivint en cada habitatge era de 2,24 i el nombre mitjà de persones que vivien en cada família era de 2,76.
Per edats la població es repartia de la següent manera: un 20,7% tenia menys de 18 anys, un 5,9% entre 18 i 24, un 22,6% entre 25 i 44, un 16,8% de 45 a 60 i un 34% 65 anys o més.
L'edat mediana era de 46 anys. Per cada 100 dones de 18 o més anys hi havia 83,3 homes.
La renda mediana per habitatge era de 35.089 $ i la renda mediana per família de 41.563 $. Els homes tenien una renda mediana de 31.157 $ mentre que les dones 22.417 $. La renda per capita de la població era de 21.805 $. Entorn de l'1,9% de les famílies i el 4,8% de la població estaven per davall del llindar de pobresa.

## Poblacions més properes
El següent diagrama mostra les poblacions més properes.